# Tappeto (botanica)

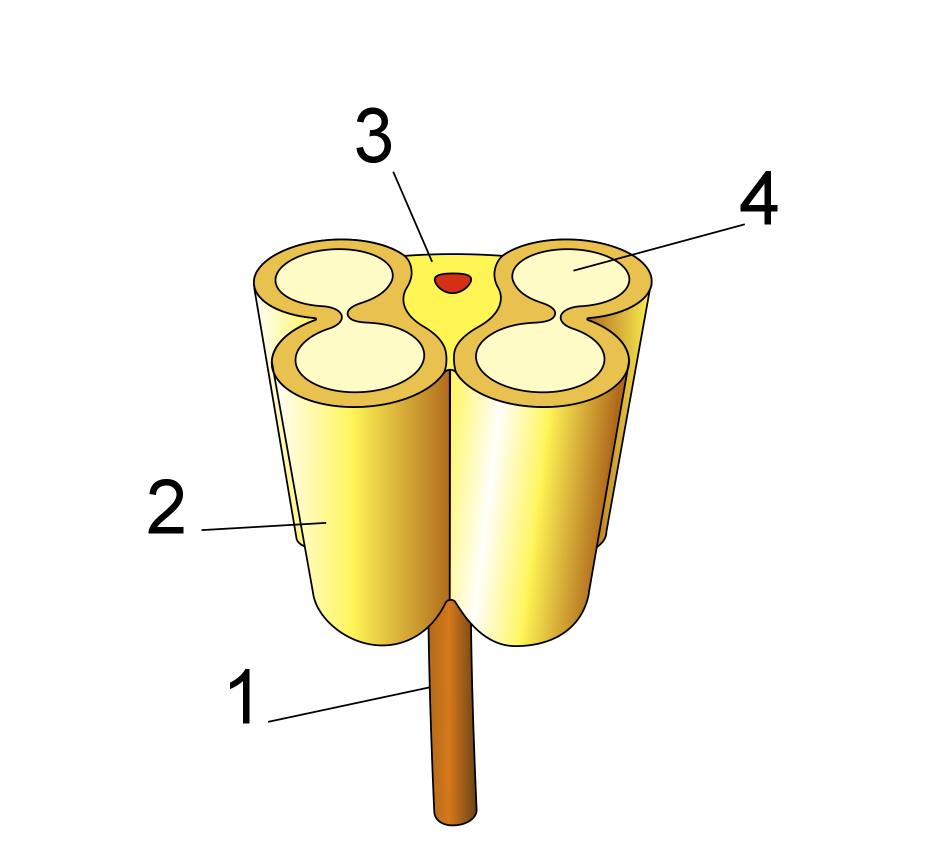
Schema di un'antera sezionata trasversalmente. 1: Filamento; 2: Teca; 3: Connettivo (i vasi conduttori in rosso); 4: Sacco pollinico (anche detto sporangio). Il tappeto si trova a ricoprire lo sporangio da dentro.

In botanica, si definisce tappeto lo strato di cellule dell'antera che inizialmente circondano le cellule madri della microspora e, dopo la meiosi, le microspore e, più tardi, i granuli di polline. Il tappeto è costituito da cellule ricche di sostanze nutritive, poiché sono quelle incaricate a nutrire le cellule madri delle microspore durante tutto il loro sviluppo. Le cellule del tappeto possono avere un solo nucleo cellulare (cellule mononucleari) o vari (cellule multinucleari) secondo il taxon considerato. Molte sostanze derivate dal tappeto dell'antera ricoprono i granuli di polline dopo l'antesi e sono le responsabili del fenomeno di autoincompatibilità in molte specie.

## Funzione e tipi di tappeti
Il tappeto è il tessuto incaricato alla nutrizione delle microspore, la formazione di parte della esina, e la sintesi e liberazione di sostanze che formeranno la trifina e il cemento pollinico. Le sue cellule hanno citoplasma molto denso, sono tipicamente 2-4 nucleate o con nucleo poliploide.
Si possono differenziare due tipi di tappeto secondo la funzione: il tappeto secretore o ghiandolare e il tappeto invasore o ameboide.
Il tappeto secretore sviluppa un'attività secretrice, dopo il suo contenuto cellulare progressivamente si disorganizza e infine subisce autolisi. Si presenta nella maggior parte delle angiosperme.
I tappeto plasmodiale o ameboide fonde le sue cellule formando una massa di protoplasma chiamata periplasmodio, che invade il loculo dell'antera e avvolge i microsporociti per nutrirli. Si presenta in alcune pteridofite, e in alcune angiosperme come Tradescantia. Raramente, come succede nelle specie del genere Canna ("achiras") le cellule del tappeto invadono il loculo individualmente, senza formare il periplasmodio.
Dopo la maturazione dei granuli di polline e durante la disidratazione dell'antera, il periplasmodio si secca, e i suoi resti si depositano sopra i granuli di polline come trifina o cemento pollinico o "pollen kit". Sono lipoidi viscosi giallognoli o rossi che hanno importanza nella impollinazione.

## Fonti
- (ES) Font Quer, P., Dizionario di Botanica. 8ª ristampa, Barcellona: Editorial Labor, S. A., 1982, ISBN 84-335-5804-8.
- (ES)  Gola, G., Negri, G. e Cappeletti, C. 1965. Trattato di Botanica. 2ª. edizione. Editorial Labor S.A., Barcellona, 1110 p.
- (ES)  Strassburger, E. 1994. Trattato di Botanica. 8ª. edizione. Omega, Barcellona, 1088 p.